# Omessa
Omessa (in corso Omessa) è un comune francese di 584 abitanti situato nel dipartimento dell'Alta Corsica nella regione della Corsica.

## Società

### Evoluzione demografica
Abitanti censiti

## Infrastrutture e trasporti
Il territorio di Omessa è attraversato dalla ferrovia Bastia-Ajaccio che in questa zona affianca il percorso fluviale del Golo. Presso la località Francardo è presente l'omonima stazione ferroviaria, servita dal servizio locale Bastia – Ajaccio esercito dalla CFC. È presente anche una fermata nei pressi del centro abitato principale che, al 2011, non risulta coperta da alcun servizio.